# Xenelmis marcapata
Xenelmis marcapata là một loài bọ cánh cứng trong họ Elmidae. Loài này được Perkins & Steiner miêu tả khoa học năm 1981.